# Mistrzostwa Europy w Szermierce 2018
Mistrzostwa Europy w Szermierce 2018 – 31. edycja zawodów tego cyklu, która odbyła się w dniach 16-21 czerwca 2018 roku w serbskim Nowym Sadzie.

## Klasyfikacja medalowa
| Lp. | Państwo | złoto | srebro | brąz | Razem |
| --- | ------- | ----- | ------ | ---- | ----- |
| 1   | Rosja   | 6     | 2      | 3    | 11    |
| 2   | Francja | 2     | 2      | 2    | 6     |
| 3   | Włochy  | 1     | 4      | 3    | 8     |
| 4   | Estonia | 1     | 2      | 2    | 5     |
| 5   | Niemcy  | 1     | 0      | 2    | 3     |
| 6   | Węgry   | 1     | 0      | 0    | 1     |
| 7   | Polska  | 0     | 1      | 3    | 4     |
| 8   | Ukraina | 0     | 1      | 1    | 2     |
| 9   | Czechy  | 0     | 0      | 1    | 1     |
| 9   | Gruzja  | 0     | 0      | 1    | 1     |

## Medaliści

### Mężczyźni
| Złoto                                                                                | Srebro                                                                     | Brąz                                                                             | Źródło |
| Floret                                                                               |                                                                            |                                                                                  |        |
| Aleksiej Czeriemisinow                                                               | Daniele Garozzo                                                            | Giorgio Avola Alexander Choupenitch                                              | [ 1 ]  |
| Rosja · Timur Arsłanow · Aleksiej Czeriemisinow · Timur Safin · Dmitrij Żeriebczenko | Włochy · Giorgio Avola · Andrea Cassarà · Alessio Foconi · Daniele Garozzo | Polska · Krystian Gryglewski · Leszek Rajski · Andrzej Rządkowski · Michał Siess | [ 2 ]  |
| Szpada                                                                               |                                                                            |                                                                                  |        |
| Yannick Borel                                                                        | Nikolai Novosjolov                                                         | Bohdan Nikiszyn Richard Schmidt                                                  | [ 3 ]  |
| Rosja · Siergiej Bida · Nikita Głazkow · Siergiej Chodos · Pawieł Suchow             | Francja · Yannick Borel · Alex Fava · Aymerick Gally · Ronan Gustin        | Włochy · Gabriele Cimini · Marco Fichera · Enrico Garozzo · Andrea Santarelli    | [ 4 ]  |
| Szabla                                                                               |                                                                            |                                                                                  |        |
| Max Hartung                                                                          | Kamil Ibragimow                                                            | Dmitrij Danilenko Sandro Bazadze                                                 | [ 5 ]  |
| Węgry · Tamás Decsi · András Szatmári · Csanád Gémesi · Áron Szilágyi                | Włochy · Enrico Berrè · Aldo Montano · Luca Curatoli · Luigi Samele        | Niemcy · Max Hartung · Richard Hübers · Matyas Szabo · Benedikt Wagner           | [ 6 ]  |

### Kobiety
| Złoto                                                                                  | Srebro                                                                                  | Brąz                                                                           | Źródło |
| Floret                                                                                 |                                                                                         |                                                                                |        |
| Inna Dierigłazowa                                                                      | Arianna Errigo                                                                          | Alice Volpi Martyna Synoradzka                                                 | [ 7 ]  |
| Włochy · Chiara Cini · Arianna Errigo · Camilla Mancini · Alice Volpi                  | Rosja · Inna Dierigłazowa · Anastasija Iwanowa · Marta Martjanowa · Swietłana Tripapina | Francja · Anita Blaze · Astrid Guyart · Pauline Ranvier · Ysaora Thibus        | [ 8 ]  |
| Szpada                                                                                 |                                                                                         |                                                                                |        |
| Katrina Lehis                                                                          | Kristina Kuusk                                                                          | Julia Beljajeva Wioletta Kołobowa                                              | [ 9 ]  |
| Francja · Marie-Florence Candassamy · Laurence Épée · Auriane Mallo · Coraline Vitalis | Polska · Renata Knapik-Miazga · Ewa Nelip · Barbara Rutz · Aleksandra Zamachowska       | Estonia · Julia Beljajeva · Irina Embrich · Erika Kirpu · Kristina Kuusk       | [ 10 ] |
| Szabla                                                                                 |                                                                                         |                                                                                |        |
| Sofja Wielika                                                                          | Cécilia Berder                                                                          | Marta Puda Swietłana Szewielewa                                                | [ 11 ] |
| Rosja · Jana Jegorian · Sofija Pozdniakowa · Swietłana Szewielewa · Sofja Wielika      | Ukraina · Julija Bakastowa · Olha Charłan · Alina Komaszczuk · Ołena Woronina           | Francja · Cécilia Berder · Manon Brunet · Charlotte Lembach · Caroline Queroli | [ 12 ] |